# Nokia 3510
Nokia 3510 и 3510i — мобильные телефоны компании Nokia, представленные в 2002 году. Известны тем, что представили поддержку полифонических рингтонов. Первая модель — 3510 имела монохромный дисплей, а модель 3510i цветной.
3510 является одной из первых моделей телефонов Nokia с поддержкой технологии GPRS в дополнение к WAP. 3510i также поддерживала J2ME, что позволяло скачивать и использовать Java-приложения. А ещё пользователи 3510i имели возможность установить «обои» на рабочий стол.
Кроме двух основных модификаций, у телефона есть ещё несколько: 3530 для Европы и Азии и модели 3590 и 3595 для американского рынка.
Из примерно четырёх миллионов купленных в Финляндии мобильных телефонов к концу сентября 2007 года, продажи Nokia 3510i составили 3,1 % от общего числа. Опрос охватил 80—90 % людей с мобильными телефонами в Финляндии.

## Варианты
Усовершенствованная версия, Nokia 3510i, была представлена некоторое время спустя, 6 сентября 2002 года, и выпущена в декабре 2002 года. Это был один из первых телефонов с цветным дисплеем. Телефон работал под управлением Nokia Series 40. Он продавался в Европе, России, на Ближнем Востоке и в Африке, в то время как Nokia 3530 продавалась в Азиатско-Тихоокеанском регионе, который использует GSM 900/1800 и оснащён более традиционной клавиатурой. Другой вариант, Nokia 3590, был выпущен на рынок Северной Америки в 2003 году. Он работает в сетях GSM-1900 и GSM-850. Одно время телефон был доступен через сервис предоплаченной мобильной связи AT&T GoPhone. В том же году был выпущен Nokia 3560 с другой клавиатурой, работающий по протоколам TDMA и AMPS в роуминге. Он продавался до начала 2004 года, когда аккаунты TDMA перестали активироваться. За ним последовал Nokia 3595, оснащённый другой клавиатурой и работающий в сетях GSM-1900 и GSM-850. В 2002 году был выпущен ещё один вариант Nokia 3585, оснащенный дисплеем с разрешением 96x65 пикселей в оттенках серого, который работает в сети CDMA2000 1X. Существует усовершенствованная модель Nokia 3585i.

## Медиа

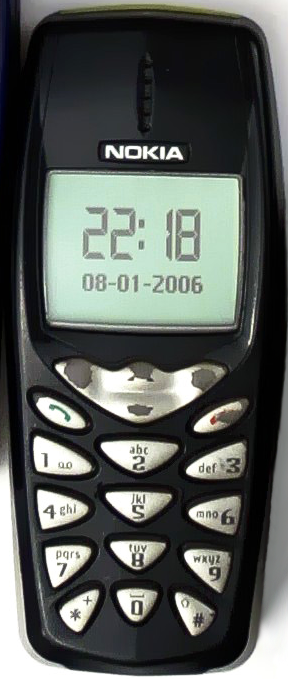
Nokia 3510